# Phyllis Perkins
Phyllis Else Maureen Perkins (geb. Green, in zweiter Ehe Winger; * 22. Februar 1934 in Horfield, Bristol; † 22. Februar 2023 in der Grafschaft Kent) war eine britische Mittelstreckenläuferin.
Bei den Olympischen Spielen 1960 in Rom schied sie über 800 m im Vorlauf aus.
1962 scheiterte sie bei den Leichtathletik-Europameisterschaften in Belgrad über 800 m im Vorlauf und wurde für England startend bei den British Empire and Commonwealth Games in Perth Vierte über 880 Yards.
Je zweimal wurde sie Englische Meisterin über 880 Yards (1956, 1963), im Meilenlauf (1954, 1955) und im Crosslauf (1951, 1952). 1962 wurde sie Englische Hallenmeisterin über 600 Yards.

## Persönliche Bestzeiten
- 400 m: 55,8 s, 13. August 1960, London
- 800 m: 2:07,3 min, 29. September 1956, Budapest
- 1500 m: 4:35,4 min, 17. Mai 1956, London (ehemalige Weltbestzeit)
- 1 Meile: 4:57,0 min, 1963